# Damien English
Damien English, né le 21 février 1978 à Drogheda, est un homme politique irlandais, membre du Fine Gael. Il est député de 2002 à 2007 pour la pour la circonscription de Meath et de 2007 à 2024 pour la circonscription de Meath West. Il est secrétaire d'État de 2014 à 2023.

## Jeunesse
Damien English fait ses études à l'école nationale Bohermeen dans le comté de Meath et fréquente ensuite l'école communautaire de Kells. Il étudie ensuite et obtient son diplôme du Chartered Institute of Management Accountants du Dublin Institute of Technology et de la Dublin Business School.

## Carrière politique
English entre en politique pour la première fois lorsqu'il est élu au conseil du comté de Meath en 1999, pour la zone électorale locale de Navan, où il est le plus jeune membre du conseil.
Aux élections générales de 2002, il est élu au 29e Dáil en tant que député du Fine Gael pour la circonscription de Meath, aux côtés de son collègue du Fine Gael John Bruton. Âgé de 24 ans, il est le plus jeune député du 29e Dáil.
English est élu secrétaire du parti parlementaire du Fine Gael en septembre 2002 et devient le porte-parole adjoint du parti pour les arts, les sports et le tourisme. En octobre 2004, il est nommé porte-parole adjoint pour la justice et les affaires communautaires, avec une responsabilité particulière pour la prévention des drogues, de l'alcool et du crime. Il est membre de l'Assemblée parlementaire anglo-irlandaise de 2002 à 2007. Il est porte-parole adjoint pour les entreprises, avec une responsabilité particulière pour les affaires du travail et les petites entreprises de 2007 à 2010.
Il est porte-parole adjoint du parti pour les finances, avec une responsabilité particulière pour les banques et le crédit d'octobre 2010 à mars 2011.
Le 15 juillet 2014, il est nommé secrétaire d'État au ministère de l'Emploi, de l'Entreprise et de l'Innovation et au ministère de l'Éducation et des Compétences, chargé des Compétences, de la Recherche et de l'Innovation.
Au ministère du Logement, de la Planification, de la Communauté et des Gouvernements locaux, il est secrétaire d'État, responsable du logement et de la rénovation urbaine de mai 2016 à juin 2017, puis chargé du logement et du développement urbain de juin 2017 à juin 2020.
En juillet 2020, il est nommé secrétaire d'État au ministère de l'Entreprise, du Commerce et de l'Emploi chargé des affaires de l'emploi et du commerce de détail et secrétaire d'État au ministère de la Protection sociale chargé des opérations de licenciement et d'insolvabilité et des services aux employeurs.
En janvier 2023, le site d'information The Ditch publie un article affirmant qu'English n'a pas déclaré la propriété d'une maison existante dans sa demande de permis de construire pour une nouvelle propriété en 2008. Il affirme également qu'il a négligé de déclarer cette propriété dans le registre des intérêts du Dáil,. Il démissionne de son poste au gouvernement le 12 janvier 2023,.
Le 18 septembre 2024, il annonce qu'il ne sera pas candidat aux élections législatives du mois de novembre.